# اداره پلیس هیوستون
ادارهٔ پلیس هیوستون (به انگلیسی: Houston Police Department) تأسیس ۱۸۴۱، ادارهٔ پلیس هیوستون در تگزاس است.
این اداره یکی از بزرگ‌ترین مراکز قانونی در ایالات متحده است. این نیروها با بیش از ۵۴۰۰ افسر، منطقه‌ای با جمعیتی در حدود ۴ میلیون نفر را پوشش می‌دهد.